# Royal Welsh College of Music & Drama
Royal Welsh College of Music & Drama (velšsky Coleg Brenhinol Cerdd a Drama Cymru) je konzervatoř sídlící v Cardiffu, hlavním městě Walesu. Původně byla založena roku 1949 pod názvem Cardiff College of Music a její sídlo bylo na Cardiffském hradě. Odtud se později přesunula do jiných prostor a změnila si název na Welsh College of Music & Drama. Královský titul (Royal) škola získala v roce 2002. V ročníku 2005/2006 zde studovalo 645 žáků. Přibližně dvě třetiny žáků studují na hudebních oborech, zbytek na divadelních.